# Ezia Gavazza
Ezia Gavazza (Pozzolo Formigaro, 1928 – Genova, 18 aprile 2019) è stata una storica dell'arte italiana.
Insieme ai suoi amici e colleghi Lauro Magnani e Piero Boccardo, fu una delle protagoniste più attive sulla scena genovese per gli studi del Barocco.

## Biografia
Per anni titolare della cattedra in Storia dell'Arte Moderna all'Università di Genova, fu nominata professore emerito dal ministro Fabio Mussi e collaborò alla vita culturale del capoluogo ligure (di cui fu anche consigliere comunale nelle file del PCI) curando l'allestimento di mostre, la pubblicazione di testi e l'organizzazione di convegni specialistici.
Era un'esperta del Barocco ligure, in particolare per quanto riguarda Domenico Piola, Giulio Benso, Giovanni Andrea Ansaldo, Grechetto e Bernardo Strozzi. Formò alcuni importanti critici d'arte e docenti universitari, fra cui Lauro Magnani e Piero Boccardo, direttore dei Musei di Strada Nuova a Genova. In occasione del suo pensionamento le vennero dedicate due importanti monografie a testimonianza del prestigio di cui ella godeva negli ambienti accademici, non solo quello genovese. Svolse inoltre, insieme ad altri storici dell'arte genovese, un disciplinato lavoro di studio approfondito su molti dipinti presenti nella prestigiosa Collezione Zerbone di Genova.
Il suo metodo di indagine artistica è derivato dalla metodologia di Aby Warburg e dalla scuola iconologica, nella corrente degli "Arganiani" (ovvero i sostenitori del metodo dell'Argan). 
Indagò la complessa trama di relazioni artistiche tra gli ambienti genovesi e quelli romani indagando gli spostamenti dei singoli artisti genovesi a Roma e le loro frequentazioni. Nel 2011, insieme al suo collega Lauro Magnani, si occupò, sotto il profilo storico-artistico, dei monasteri femminili genovesi (in maggioranza soppressi, demoliti o riconvertiti) cercando di ricostruire il volto urbanistico e sociale della città tra il XVI e il XVII secolo. Questi studi culminarono nella stesura del volume Monasteri femminili a Genova tra il XVI e il XVII secolo edito dal Diras di Genova e, ad oggi, difficilmente reperibile sul mercato.
Negli ultimi anni si era stabilita nel centro storico di Genova, continuando la collaborazione alla vita culturale e accademica della sua città.
È morta il 18 aprile 2019, all'età di 91 anni.

## Contributi principali
- La grande decorazione a Genova, Sagep, [1974]
- Lo spazio dipinto. Il grande affresco genovese nel Seicento, Sagep, 1989
- (con Federica Lamera e Lauro Magnani) La pittura in Liguria. Il secondo Seicento, Cassa di Risparmio di Genova e Imperia, 1990
- (con Giovanna Rotondi Terminiello) Genova nell'età barocca, Skira, 1994
- (con altri autori) Catalogo della mostra su Bernardo Strozzi[4], Electa, 1995
- (con Lauro Magnani e a Giovanna Rotondi Terminiello) catalogo della mostra su Gregorio De Ferrari e Giovan Battista Gaulli detto il Baciccio nella collezione Zerbone, 2000
- (con Lauro Magnani) Pittura e decorazione a Genova e in Liguria nel Settecento, Sagep, 2000
- (con Lauro Magnani e Giovanna Rotondi Terminiello) Galleria dell'Accademia di Venezia. Disegni genovesi, Electa, 2002
- L'età di Rubens, collaborazione al Catalogo della Mostra, a cura di Piero Boccardo, Skira, 2004